# Gary Titley
Gary Titley (n. 19 ianuarie 1950) este un om politic britanic, membru al Parlamentului European în perioadele 1989-1994, 1994-1999, 1999-2004 și 2004-2009 din partea Regatului Unit. Gary Titley a anunțat că nu va candida la alegerile din 2009 pentru Parlamentul European.
1. ↑  Autoritatea BnF, accesat în 31 decembrie 2019
2. 1 2  Deputații în Parlamentul European